# Julia Amme
Julia Amme (* 28. Februar 1965 in Berlin) ist eine deutsche Theater- und Filmschauspielerin. Sie lebt in Dresden und arbeitet von hier aus freischaffend.
Amme studierte Schauspiel an der Hochschule für Musik und Theater Hamburg. Sie erhielt 1990 den Solopreis als beste Schauspielabsolventin beim Bundeswettbewerb der deutschsprachigen Schauspielschulen.
Berufliche Stationen waren das Thalia Theater Hamburg, das Stadttheater Gießen, die Landesbühne Dresden und die Freilichtspiele Schwäbisch Hall
Ab 2005 verfolgt sie eigene Projekte u. a. „Das Jagdgewehr“, eine szenische Erzählung von Yasushi Inoue, „Bomben ins Bewusstsein“ – Szenen deutschen Terrors und „Transitraum“ – eine deutsch-deutsche Spurensuche.
Seit 2012 ist sie Teil der Gruppe Theater La Lune, jetzt missingdots.
Gemeinsam mit Karolina Petrova spielte sie 2014 und 2016 in Svea Duwes szenischer Videoinstallation „Liebe. Wahr. Jetzt“.

## Quelle
- Homepage
- https://missingdots.de Julia Amme

| Personendaten    | Personendaten                            |
| ---------------- | ---------------------------------------- |
| NAME             | Amme, Julia                              |
| KURZBESCHREIBUNG | deutsche Theater- und Filmschauspielerin |
| GEBURTSDATUM     | 28. Februar 1965                         |
| GEBURTSORT       | Berlin                                   |